# Giulio Laureati
Giulio Laureati (Grottammare, 11 luglio 1877 – San Benedetto del Tronto, 23 dicembre 1943) è stato un aviatore italiano, protagonista durante la prima guerra mondiale del celebre raid Torino-Londra realizzato a bordo di un velivolo SIA 7B dotato di propulsore Fiat A.12.

## Biografia
Nacque a Grottammare, provincia di Ascoli Piceno, l'11 luglio 1877 e dopo essersi laureato a Pisa in Scienze Agrarie nel 1903, si dedicò presto e con passione alla costruzione di aeromobili: Vittorio Luce in un articolo sulla "Rivista Marchigiana Illustrata" del 12 agosto 1911 scrive «un signore marchigiano ha quasi ultimato un aeroplano di sua speciale struttura.»
L’autore Mario Cobianchi (Pionieri dell'Aviazione in Italia, Roma 1943) riferisce che Giulio Laureati costruì nel 1909 un biplano battezzato "Veleggiatore Laureati" e dallo stesso provato nel 1910 a Centocelle. Dopo quelli di Corazza, Bertelli, Calderara, Forlanini e Antoni, fu questo il nono apparecchio della sua categoria a volare in Italia.

### Prima della grande guerra
Chiamato come soldato di leva nel Regio Esercito l'8 giugno 1897, fu posto in congedo illimitato (3°cat.). Richiamato in servizio attivo l'11 gennaio 1912 fu nominato sottotenente nell'Arma del genio, ed assegnato al Battaglione Specialisti del Genio per il servizio di prima nomina.
Il 1º agosto 1912 è destinato al Campo di Aviazione di Pordenone dove il 9 ottobre dello stesso anno consegue il suo brevetto di pilota. Il 1º maggio 1913 viene incaricato dell'impianto e della preparazione del Campo d'aviazione di Centocelle e poi inviato in missione speciale in Francia, presso le Officine Hotchkiss di Saint Denis, e poi al balipedio di Nettuno dove dirige esperienze di tiro contro palloni, assieme al Cap. Poggi.
Il 2 novembre 1913 compie da solo il raid Roma-Bracciano-Civitavecchia- Roma e si brevetta pilota militare, destinato al servizio presso lì11ª Squadriglia di stanza a Centocelle, poi alla Malpensa, e quindi in Carnia.

### La grande guerra
Dall'agosto 1915 vola nella 1ª Squadriglia Caproni dove tra il 7 settembre 1915 ed il 4 novembre 1916 compì più di 1.600 ore di volo e fu poi trasferito presso la Direzione Tecnica della Aviazione Militare di Torino.
Il 18 febbraio 1916 prese parte ad un'azione area su Lubiana, meritandosi una Medaglia d'argento al valor militare, conferitagli sul campo dal Capo di Stato Maggiore dell'Esercito, generale Luigi Cadorna. Nell'agosto successivo prese parte al bombardamento su Fiume, meritandosi la concessione di una Medaglia di bronzo al valor militare. Il 15 agosto 1917 compì, da solo, il volo Torino-Napoli-Torino, senza scalo, e nel settembre dello stesso anno fu promosso al grado di capitano.

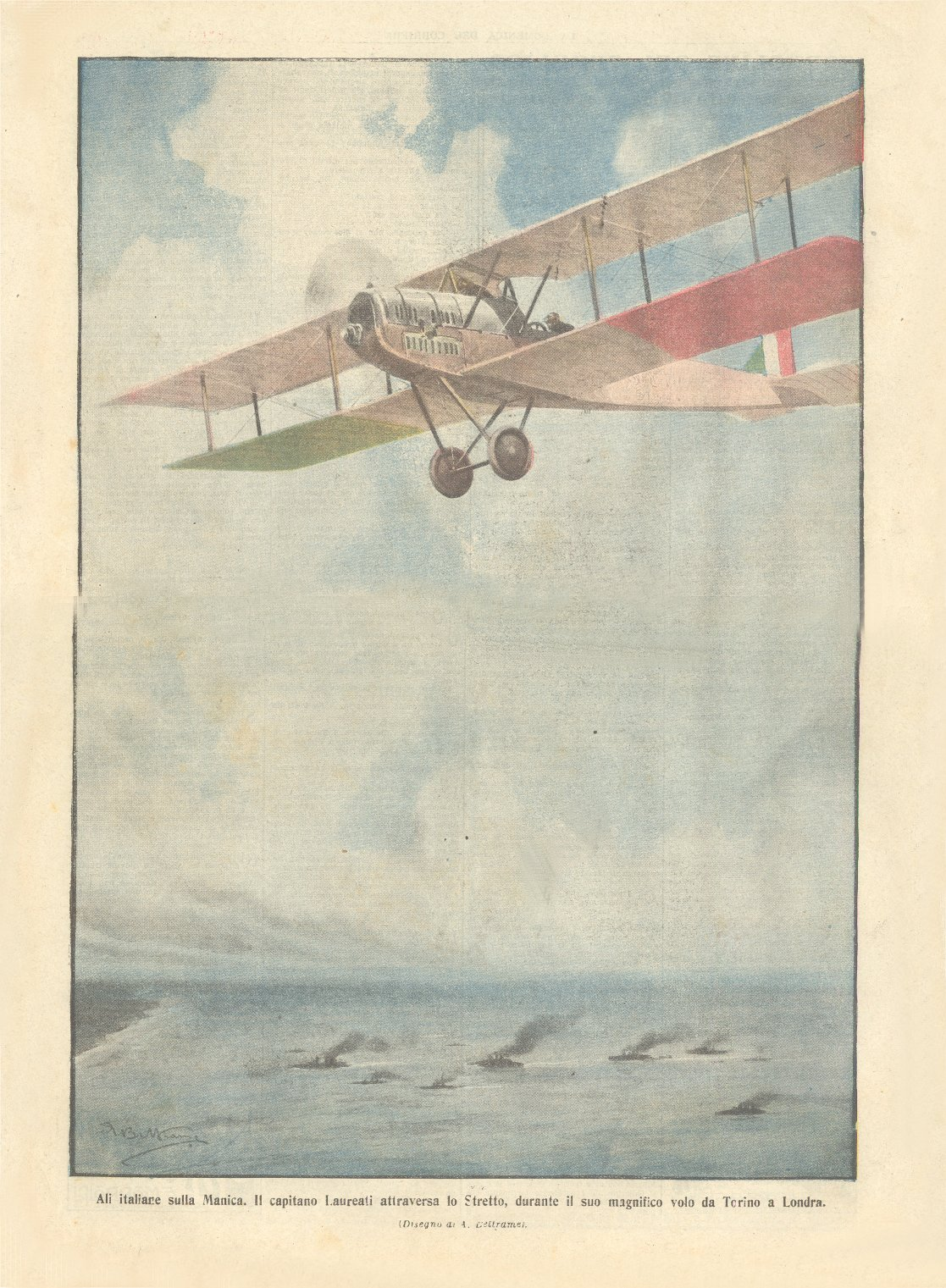
Il capitano Laureati attraversa la Manica durante il suo magnifico volo da Torino a Londra.

Il 24 settembre, partendo dal campo volo di Mirafiori a Torino compì, con a bordo il meccanico caporale Michelangelo Tonso, il volo Torino-Londra senza scali nel tempo record di 7 ore e 22 minuti. Giunto nella capitale britannica venne ricevuto da Re Giorgio V, che gli conferì l'Ordine Reale Vittoriano, mentre una sua immagine fu esposta al celebre Museo delle cere di Londra.
In seguito assunse il comando della 181ª Squadriglia e dal 10 gennaio 1918, con la costituzione della 121ª Squadriglia dotata di velivoli Caproni CA 42, al cui comando vi era il maggiore pilota Luigi Carnevali, egli venne assegnato come il più anziano dei piloti; arrivando al campo pilotando l'Aeroplano 5969, decollato da Brescia. Dal 19 giugno 1918 fu comandante della 182ª Squadriglia, passando poi in forza alla Sezione Tecnica Militare di Milano. Dall'agosto al settembre del 1919 effettuò il volo Milano-Lione-Parigi-Bruxelles-Amsterdam-Londra con un triplano Caproni, andando in congedo nel corso dello stesso anno.
Nel 1919 elaborò un piano di volo dall'Italia al Brasile che fu inoltrato alla Direzione dell'Aeronautica in Roma dal suo superiore tenente colonnello Cristoforo Ferrari, Direttore Tecnico dell'Ufficio di Milano, prevedendo una rotta di 8.460 km. Il Ferrari "apprezza i nobili intendimenti e lo spirito di iniziativa del Laureati, ma ritiene prematura l'iniziativa perché l'apparecchio previsto della SIA non ha ancora offerto garanzie di sicure prestazioni. Ad ogni modo il suo progetto verrà tenuto presente appena si avrà possibilità di esaminare il Raid Atlantico".

### Dopo la grande guerra
Dal 1920 al 1923 ricoprì l’incarico di Direttore tecnico ed amministratovo delle Scuole di volo di Castellar e Villa Soldati a Buenos Aires, in Argentina.
Richiamato in servizio dal 1924 al 1927 ricoprì il ruolo di Osservatore Industriale. Nel 1927 il generale Francesco De Pinedo, volò dall’Italia in Brasile e poi in Argentina utilizzando un idrovolante bimotore S 55 realizzato dalla SIAI. Congedandosi con il grado di maggiore si trasferì a Gallarate dove assunse la direzione dei Cantieri Agusta. Lasciato ogni incarico si stabilì a Porto d'Ascoli, allora territorio del comune di Monteprandone, che dal 1935 fu annesso a San Benedetto del Tronto, ove si spense il 23 dicembre 1943.
Un Istituto Tecnico Aeronautico sito in Civitanova Marche porta il suo nome.

### Annotazioni
1. ↑  Il capitano Laureati trasportava un messaggio personale di S.M. il Re Vittorio Emanuele III diretto a Re Giorgio V.
2. ↑  L’immagine di Laureati fu poi rimossa e distrutta quando l’Italia dichiarò guerra alla Gran Bretagna nel giugno 1940.
3. ↑  Sostituendo il maggiore Luigi Carnevali.
4. ↑  La medaglia venne conferita con la medesima motivazione anche al capitano Ercole Ercole.

### Fonti
1. 1 2 3 4 5 6 7 8 9 10 11 12  Mancini 1936, p. 387.
2. ↑  Cobianchi 1943, p. 433.
3. ↑  Cobianchi 1943, p. 375.
4. ↑  Cobianchi 1943, p. 266.
5. ↑  Rif. 1ª Squadriglia Aeroplani Squadriglia Caproni c/o Ufficio Storico dell'Aeronautica Militare.
6. ↑   Il volo umano [collegamento interrotto], su Museo Laureati, http://209.227.209.119/presentazione.html. URL consultato il 12 settembre 2010.
7. 1 2   istitutonastroazzurro.org, su decoratialvalormilitare.istitutonastroazzurro.org. URL consultato il 2 febbraio 2015.